# 黑肥尾蠍

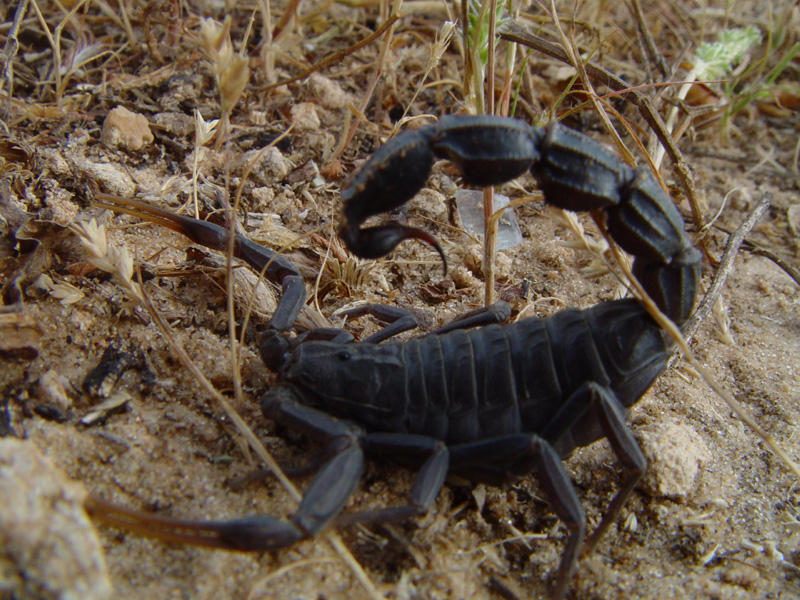

黑肥尾蠍，(學名:Androctonus bicolor)，是鉗蠍科一種蠍子，體色黑色，最長可達9cm。

## 分布
黑肥尾蠍由北非到中東也可找到，通常出現在乾旱或半乾旱地區以及沙漠地區的邊緣。牠們偏愛溫暖乾燥的沙質土壤地方。

## 行為
黑肥尾蠍可以吃很多昆蟲，蜘蛛，蜥蜴，小型哺乳動物（例如小鼠）甚至其他蝎子，可以不食用食物和水就生存幾個月。
妊娠期為4到7個月，一窩幼體數目30到100隻左右。

## 毒性
黑肥尾蠍使用神經毒性毒液，由於構成毒液的蛋白質分子量較小，因此作用迅速且可以很快被吸收。這些神經毒素用於中樞神經系統，導致負責呼吸的神經麻痺，最終受害者因呼吸衰竭導致死亡。神經毒素也可能引起廣泛的神經元興奮，其症狀可能包括疼痛，出汗，流涎和流淚。被剌中後，受害者可能會逐漸變得虛弱可能最後導致死亡，死亡可發生在5到15小時之間，但死亡也有可能在一小時之內發生。